# Phyllodactylidae
Phyllodactylidae е семейство влечуги от разред Люспести (Squamata).
Включва 10 рода с над 150 вида гущери, разпространени в Америка, Европа, Северна Африка и Близкия Изток. Те са близкородствени със семейство Геконови (Gekkonidae), от което са обособени през 2008 година в резултат на нови филогенетични проучвания.

## Родове
Семейство Phyllodactylidae
- Asaccus
- Garthia
- Gymnodactylus – Голопръсти гекони
- Haemodracon
- Homonota
- Phyllodactylus
- Phyllopezus
- Ptyodactylus
- Tarentola – Широкопръсти гекони
- Thecadactylus